# 尹大寧
尹 大寧（ユン・デニョン、1962年5月1日 - ）は、韓国の小説家。忠清南道礼山郡出身。

## 略歴
1962年 5月1日 、忠清南道礼山郡に生まれる。1988年、大田日報新春文芸に『원(円)』が当選し、1990年に短編『어머니의 숲(母の森)』が『문학사상(文学思想)』新人賞を受賞して文壇デビューした。
「存在の始原に対する懐かしさ」という真摯な問題意識とともに、精製された詩的文体で文学的立地を固めてきた。尹の小説のひとつの特徴は「偶然性」である。頻繁な偶然の旅行、偶然の出会いなどはやはり根源の探索と永遠回帰というテーマと関連がある。このテーマは人間の原初的な無意識と関連があるが、無意識は偶然を通じてたどり着ける領域であるためだ。 
もう一つの特徴は神秘的な文学世界だ。深い無意識や時間の境界を越えた空間まで小説の中に登場している。最近は「人々の様々な出会い」について描いた作品も発表している。
尹は勉強と旅行が好きな作家として知られている。小説を書くために神話や宗教書籍はもちろん、物理学や民族学の本を読んだり、小説の中の場所を直接訪れたりもしている。

## 年譜
- 1962年5月1日、忠清南道礼山郡に生まれる。[1]
- 1988年、大田日報新春文芸に『원(円)』が当選。
- 1990年、短編『어머니의 숲(母の森)』が『문학사상(文学思想)』新人賞を受賞して文壇デビュー。
- 1994年、文化体育部制定、第2回今日の若い芸術家賞受賞。
- 1996年、第20回李箱文学賞受賞。
- 1998年、第43回現代文学賞受賞。
- 2003年、第4回李孝石文学賞受賞。
- 2007年、第1回金裕貞 文学賞受賞。

## 代表作品
- 1994年、은어낚시통신(鮎釣り通信)
- 1995年、옛날 영화를 보러 갔다(昔の映画を観に行った)、남쪽 계단을 보라(南の階段を見ろ)
- 1996年、추억의 아주 먼 곳(追憶の遠い向こう) 지나가는 자의 초상(通り過ぎる人の肖像)
- 1998年、달의 지평선(月の地平線)
- 1999年、코카콜라 애인(コカコラ恋人)
- 2001年、사슴벌레 여자(ハサミムシ女)
- 2003年、눈의 여행자(雪の旅行者) 장미창(バラの窓)
- 2004年、누가 걸어간다(誰かが歩いていく) 많은 별들이 한 곳으로 흘러갔다(たくさんの星が一つの所に流れた)
- 2005年、호랑이는 왜 바다로 갔나(トラはなせ海に行ったのか)
- 2007年、제비를 기르다(ツバメを飼う)
- 2013年、도자기 박물관(陶磁器博物館)